# Scalmicauda orthogramma
Scalmicauda orthogramma är en fjärilsart som beskrevs av Sergius G. Kiriakoff 1960. Scalmicauda orthogramma ingår i släktet Scalmicauda och familjen tandspinnare. Inga underarter finns listade.